# 993
Cette page concerne l'année 993  du calendrier julien.
L'année 993 est une année commune qui commence un dimanche.

## Événements
- Février : Ulrich d'Augsbourg est canonisé par le pape Jean XV au concile du Latran. La canonisation est formalisée par l’Église catholique[1].
- 19 octobre : début du règne de Rodolphe III le Fainéant, roi de Bourgogne (fin en 1032)[2].
- Les Fatimides prennent Shaizar et Apamée aux Alépins en Syrie[3]
- Rajaraja Ier, roi Chola de Tanjore fait la conquête de Ceylan. Il met à sac et incendie Anuradhapura, la capitale du Rajarata[4].
- Guerres du Koryŏ avec la dynastie Liao mandchoue  (Khitans) de 993 à 1019. Les Khitans passent le fleuve Yalou, battent les Coréens et leur imposent un traité de paix qui les rend tributaires[5]. La guerre reprend en 1010-1011 puis en 1018-1019. Le Koryŏ parvient à maintenir ses positions.

- 993-994 : pic d'abondance d'origine indéterminée en carbone 14 dans l'atmosphère terrestre [6].